# Людовик Ассемоасса
Людовик Ассемоасса (фр. Ludovic Assemoassa, нар. 18 вересня 1980, Ліон, Франція) — тоголезький футболіст, що грав на позиції захисника.
Виступав, зокрема, за клуб «Клермон», а також національну збірну Того.

## Клубна кар'єра
У дорослому футболі дебютував 1999 року виступами за команду «Олімпік-2» (Ліон), в якій провів два сезони, взявши участь у 21 матчі чемпіонату. 
Не пробившись до головної команди ліонського клубу, 2001 року  приєднався до нижчолігового «Клермона». Відіграв за команду з міста Клермон-Ферран наступні чотири сезони своєї ігрової кар'єри. Більшість часу, проведеного у складі «Клермона», був основним гравцем захисту команди.
Згодом з 2005 по 2008 рік грав у складі команд клубів «Сьюдад де Мурсія» та «Гранада 74».
Завершив ігрову кар'єру у нижчоліговому французькому клубі «Лімоне-Сан-Дідьє», за команду якого виступав протягом 2010—2011 років.

## Виступи за збірну
2005 року дебютував в офіційних матчах у складі національної збірної Того. Протягом кар'єри у національній команді, яка тривала 2 роки, провів у формі головної команди країни 5 матчів.
У складі збірної був учасником Кубка африканських націй 2006 року в Єгипті та чемпіонату світу 2006 року у Німеччині.